# Вільчента
Вільчента (пол. Wilczęta, нім. Deutschendorf) — село в Польщі, у гміні Вільчента Браневського повіту Вармінсько-Мазурського воєводства.
Населення — 406 осіб (2011).
У 1975-1998 роках село належало до Ельблонзького воєводства.

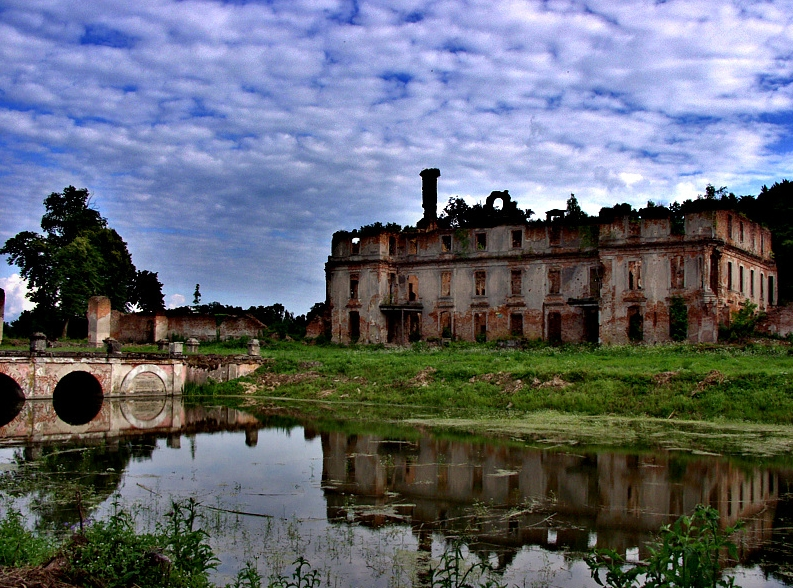
Palace Dohna-Schlobitten (2009)

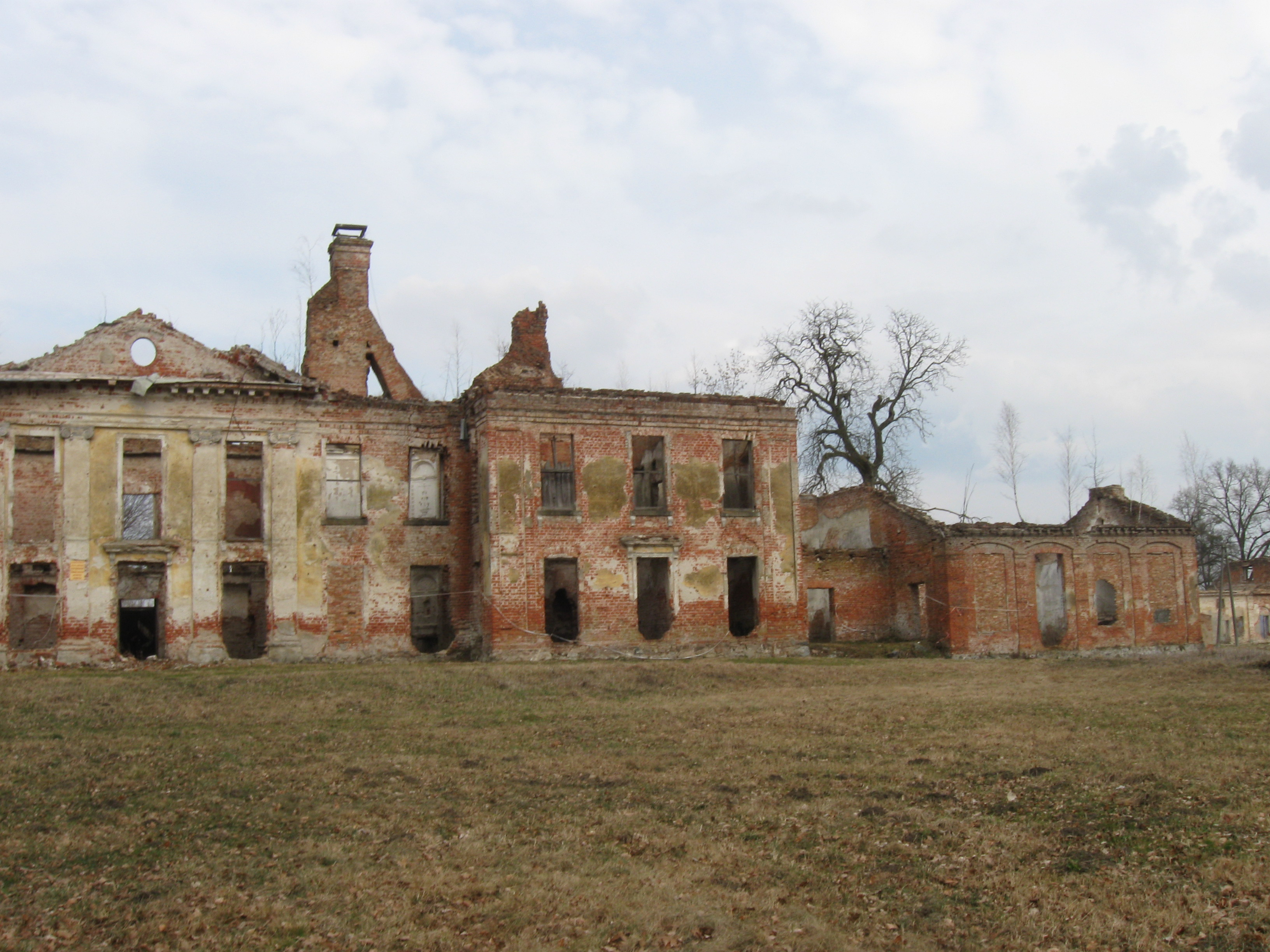
Palace Schlodien, (2010)

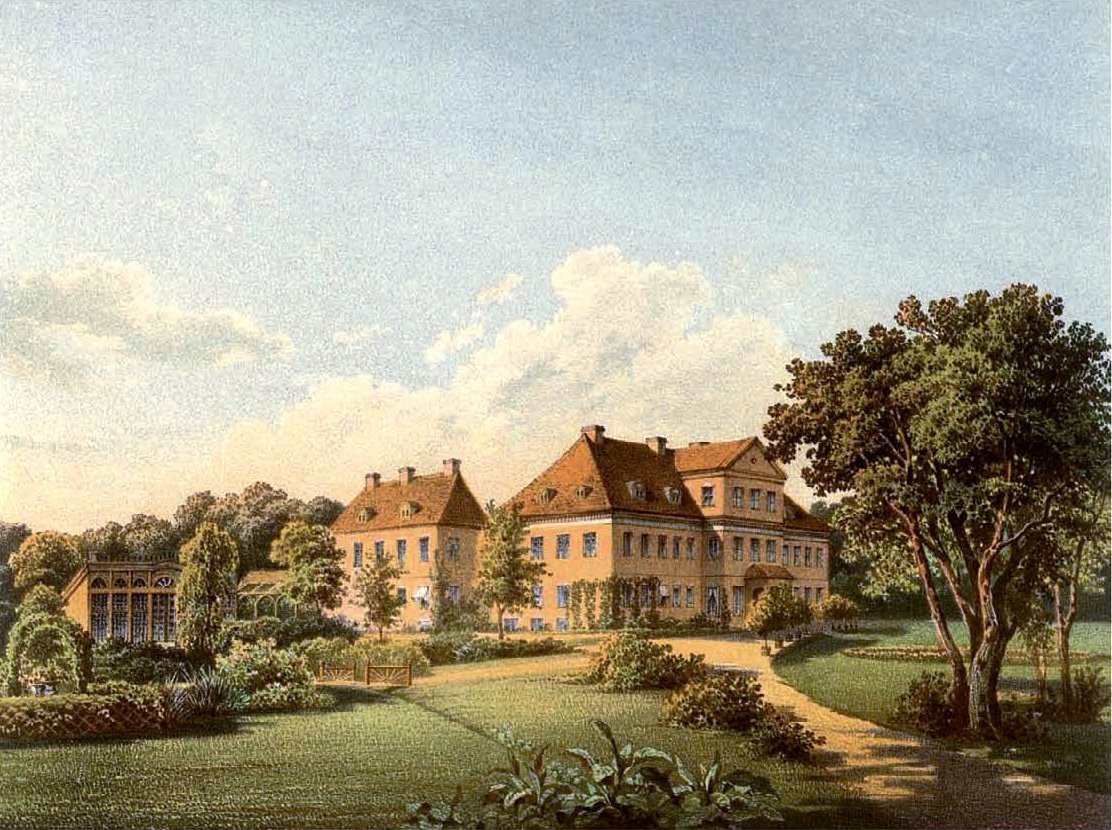
Palace Carwinden

, around 1860, edition by Alexander Duncker

## Демографія
Демографічна структура станом на 31 березня 2011 року:
|          | Загалом | Допрацездатний вік | Працездатний вік | Постпрацездатний вік |
| -------- | ------- | ------------------ | ---------------- | -------------------- |
| Чоловіки | 201     | 51                 | 134              | 16                   |
| Жінки    | 205     | 42                 | 127              | 36                   |
| Разом    | 406     | 93                 | 261              | 52                   |